# Archibald Butt
Archibald Willingham DeGraffenreid Clarendon Butt (26 de setembro de 1865 – 15 de abril de 1912) foi um jornalista e Oficial do Exército dos Estados Unidos. Após uma curta carreira como repórter de jornal, Butt serviu dois anos como Primeiro Secretário da Embaixada Americana no México. Foi comissionado nos Voluntários dos Estados Unidos em 1898 e serviu no Quartermaster Corps durante a  Guerra Hispano-Americana. Ganhou notoriedade por seu trabalho na logística e pecuária, e recebeu uma comissão no Exército dos Estados Unidos regular em 1901. Após breve passagens por Washington, D.C. e Cuba, ele foi nomeado assessor militar dos presidentes Theodore Roosevelt e William Howard Taft. Morreu no naufrágio do RMS Titanic.

## Naufrágio doTitanic
Butt partiu em férias de seis semanas na Europa em 1º de março de 1912, acompanhado por eu amigo Francis Davis Millet. Butt reservou passagem no R.M.S. Titanic par retornar aos Estados Unidos. Ele embarcou no navio em  Southampton, na Inglaterra em 10 de abril de 1912; Millet embarcou em Cherbourg, França, mais tarde no mesmo dia. Butt estava jogando cartas na noite de 14 de abril no salão de fumantes da Primeira Classe quando o Titanic atingiu o iceberg. O navio afundou duas horas e meia mais tarde, com perda de 1.500 vidas.
As ações de Butt enquanto o navio afundava são em grande parte não verificadas, mas muitos relatos de natureza sensacionalista foram publicados pelos jornais imediatamente após o desastre. Um deles contava que o capitão do navio, Edward J. Smith, disse a Butt que o navio estava condenado. Depois disso, Butt começou a atuar como um oficial de navio e supervisionou o carregamento e a descida dos botes. O New York Times também afirmou que Butt arrebanhou mulheres e crianças em botes salva-vidas. Outro relato diz que Butt, com arma em punho, impediu que os passageiros masculinos entrassem em pânico e atacassem os botes salva-vidas. Ainda outra versão destes eventos diz que Butt arrancou um homem de um dos botes salva-vidas para que uma mulher pudesse embarcar. Nesta versão, Butt declarava: "Desculpe, as mulheres serão atendidas primeiro ou vou quebrar todo maldito osso em seu corpo!" Um relato diz que Butt impediu passageiros dos conveses inferiores de entrar nas áreas da primeira classe tentado escapar do naufrágio. O livro de Walter Lord A Night to Remember discorda das afirmações de que Butt atuou como um oficial. Lord diz que Butt provavelmente observou a evacuação do navio silenciosamente. Muitos jornais repetiram uma estória alegadamente contada por Marie Young. Esta estória diz que Butt a ajudou entrar no bote salva-vidas número 8, colocou uma manta sobre ela e disse: "Adeus, Srta. Young. A sorte seja contigo. Você gentilmente lembrará de mim a todos na volta para casa?" Young posteriormente escreveu uma carta ao Presidente Taft negando que tenha contado  tal estória.
Mesmo os últimos momentos de Butt continuam com dúvidas. O Dr. Washington Dodge diz que viu John Jacob Astor e Butt parados perto da ponte de comando quando o navio afundou. O relato de Dodge é altamente improvável, pois seu bote salva-vidas estavam a mais 800 metros de distância quando o navio afundou. Outra testemunha ocular diz que o viu de pé calmamente no convés ou de pé lado a lado com Astor dando adeus. Diversos relatos afirmam Butt retornando para o salão de fumantes, onde permaneceu quieto ou retomou seu jogo de cartas. Mas estes relatos tem sido colocados em dúvida pelo autor John Maxtone-Graham.
Butt morreu no naufrágio do Titanic; seu corpo nunca foi recuperado.